# Élections législatives slovaques de 2020
Les élections législatives slovaques de 2020 ont lieu le 29 février 2020 afin de renouveler les 150 députés du Conseil national de la République slovaque.
L'alliance menée par le parti conservateur et anti-corruption Les Gens ordinaires et personnalités indépendantes (OĽaNO) arrive en tête du scrutin avec des résultats en nette hausse, à la suite d'un élan populaire provoqué par l'assassinat en 2018 d'un journaliste ayant mis en lumière les liens du parti SMER – social-démocratie au pouvoir avec la mafia calabraise. Le dirigeant d'OĽaNO, Igor Matovič, est choisi pour remplacer le social-démocrate Peter Pellegrini comme président du gouvernement à la tête d'une coalition gouvernementale de droite et de centre droit.

## Contexte

### Législatives de 2016

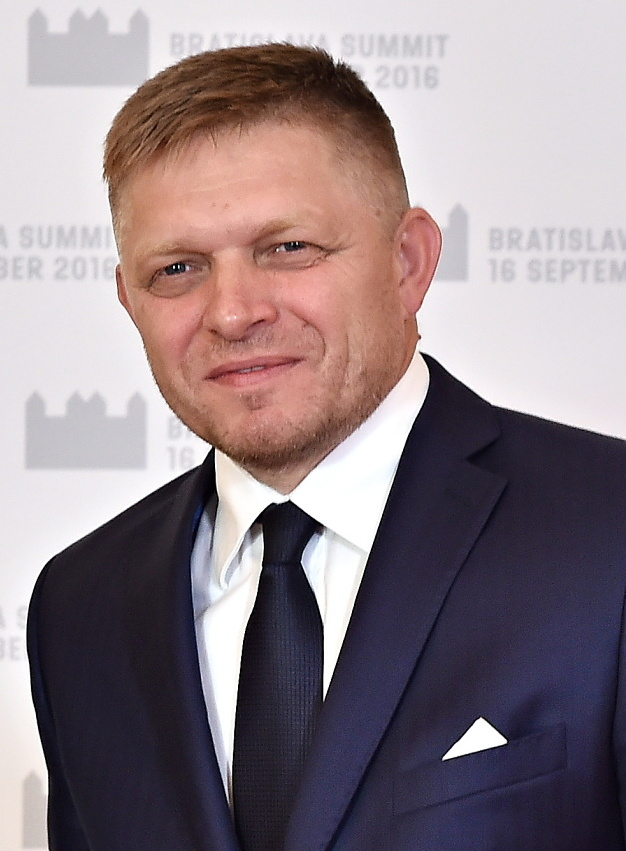
Robert Fico

Les élections législatives de mars 2016 sont marquées par une abstention forte bien qu'en baisse et un très fort recul du SMER-SD du président du gouvernement Robert Fico, qui passe de 44,5 % des voix en 2012 à 28,3 % et ne conserve que 49 de ses 83 députés. Le scrutin voit également la percée du parti d'extrême-droite Parti populaire « Notre Slovaquie » et de la droite en général.
Fico parvient toutefois à former en seulement dix jours une coalition hétéroclite disposant de la majorité absolue au Conseil national. Celle-ci rassemble autour du SMER-SD, officiellement de centre gauche, le Parti national slovaque (SNS) de droite, ainsi que Most-Híd et SIEŤ, de centre droit. Le 23 mars, les quatre formations forment le nouveau gouvernement Fico III, sept des treize ministères revenant au Smer-SD.

### Assassinat de Ján Kuciak
À la fin du mois de février 2018, le journaliste d'investigation Ján Kuciak est assassiné avec sa compagne Martina Kušnírová. Ján Kuciak enquêtait sur des liens entre la mafia calabraise 'Ndrangheta et des personnalités proches du pouvoir et était connu pour mettre en lumière des affaires de corruption visant des hommes d'affaires ayant des liens avec le monde politique slovaque.

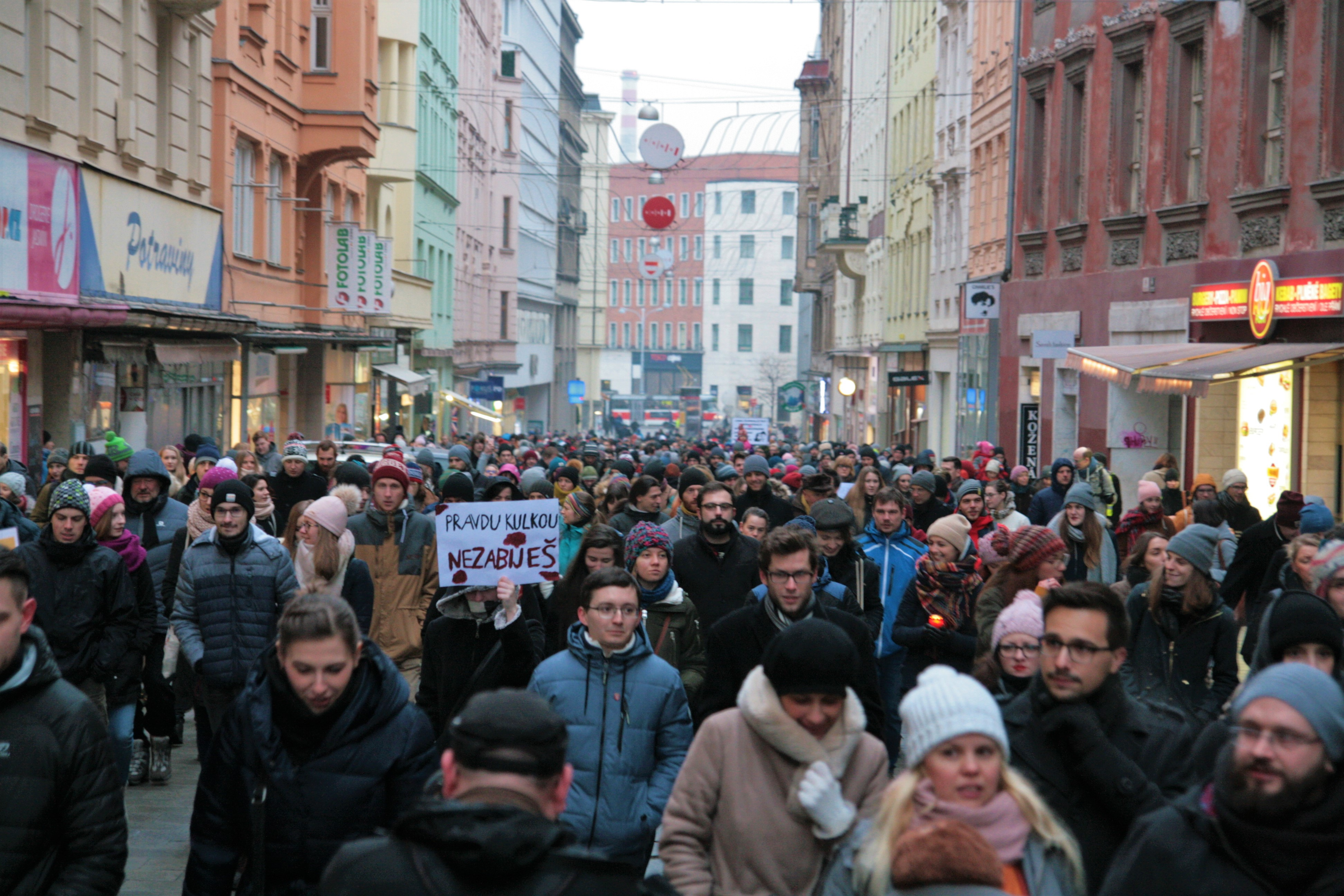
Manifestation en hommage à Ján Kuciak et Martina Kušnírová le 2 mars 2018.

Ce double meurtre déclenche les plus importantes manifestations dans le pays depuis la révolution de Velours, presque 30 ans auparavant. Les manifestants reçoivent le soutien du président de la République Andrej Kiska, issu de la société civile et élu chef de l'État contre Fico en 2014. Plusieurs démissions au sein du gouvernement slovaque ont lieu après les meurtres de Kuciak et Kušnírová. Le 28 février, le ministre de la Culture Marek Maďarič démissionne en expliquant : « Franchement, en tant que ministre de la Culture, je ne peux supporter qu'un journaliste ait été assassiné alors que j'étais en fonctions ». Par la suite, le secrétaire du Conseil national de sécurité Viliam Jasan et une assistante du président du gouvernement démissionnent le temps de l'enquête, le dernier article de Kaciak ayant pointé leurs liens avec l'un des hommes d'affaires italiens arrêtés avant leur entrée au gouvernement. Le ministre de l'Intérieur Robert Kaliňák est à son tour soupçonné d'entrave à la justice dans une affaire de corruption présumée. Kalinak et l'ancien ministre des Finances Ján Počiatek auraient reçu à plusieurs reprises des commissions allant jusqu'à 200 millions d'euros lors d'appels d'offres sur des services et matériels informatiques pour le ministère de l'Intérieur.
La manifestation du 9 mars 2018 à Bratislava réunit 40 000 personnes, ce qui en fait la plus grande manifestation qui ait eu lieu dans la capitale depuis la révolution de Velours de 1989,. Robert Kaliňák annonce à son tour sa démission le 12 mars Le chef du gouvernement finit lui-même par remettre sa démission le 15 mars. La SMER-SD propose alors Peter Pellegrini pour lui succéder.

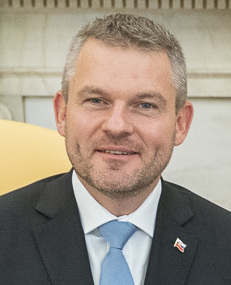
Peter Pellegrini.

Une nouvelle manifestation rassemble le 16 mars 65 000 personnes dans la capitale slovaque. Les organisateurs du rassemblement appellent à la tenue d'élections anticipées, tandis que les manifestants scandent « Assez de SMER ».
Le 20 mars, le président Andrej Kiska annonce qu'il refuse de nommer le gouvernement tel qu'il lui est présenté. Le chef de l'État donne trois jours à Peter Pellegrini pour lui présenter de nouveaux noms. Dès le 21, celui-ci accepte une deuxième liste et le président annonce la nomination de Pellegrini pour le lendemain. Il reçoit un vote de confiance le 26 mars 2018.
L'homme d'affaires Marian Kocner est inculpé en mars 2019 pour avoir ordonné le meurtre du journaliste. Le 11 avril 2019, Miroslav Marcek, un ancien militaire, avoue avoir exécuté les assassinats.

### Présidentielle de 2019

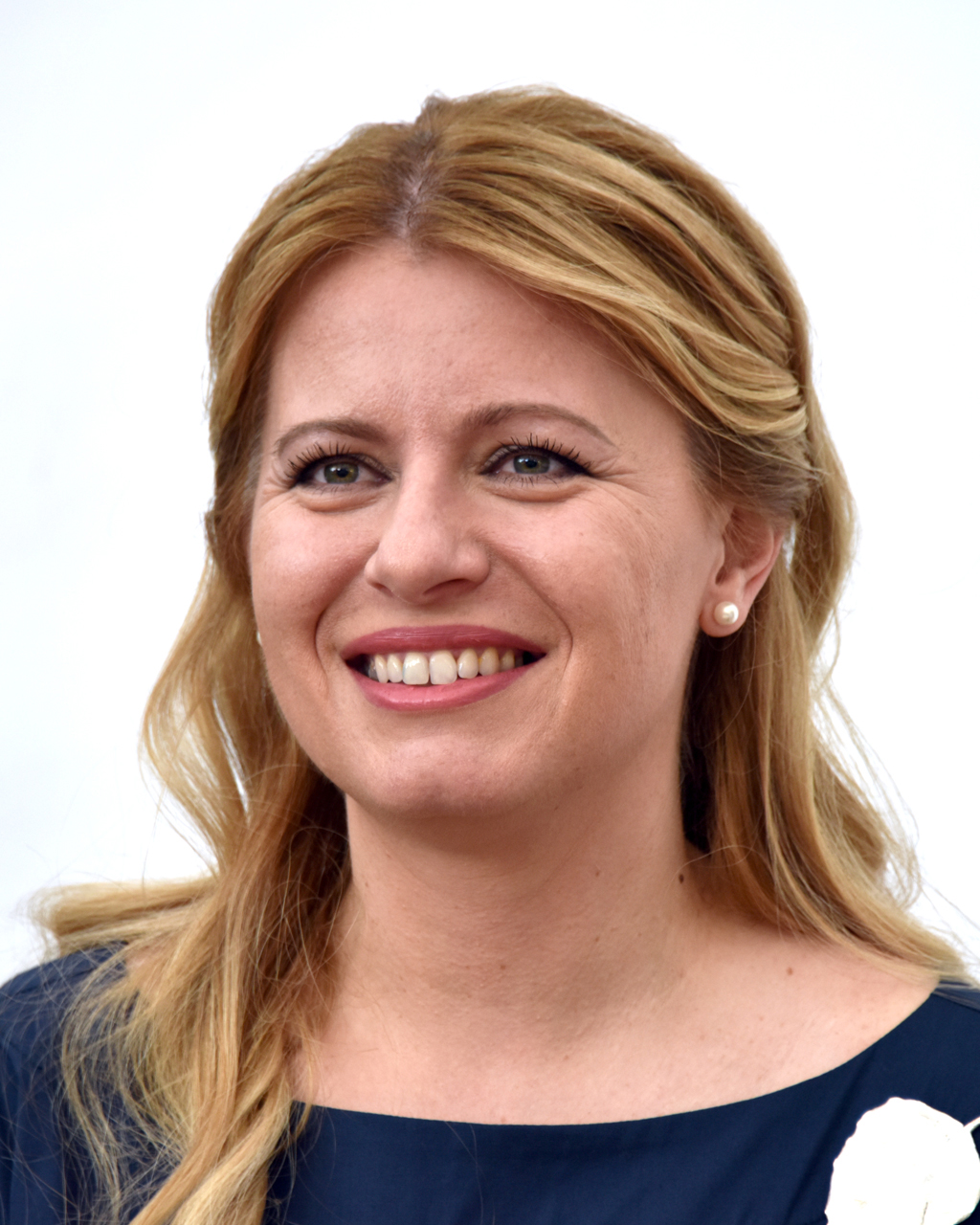
Zuzana Čaputová.

L'élection présidentielle de mars 2019 voit la victoire de la candidate d'opposition Zuzana Čaputová. Arrivée en tête à l'issue du premier tour avec 40,57 % des voix, la candidate de Slovaquie progressiste bat le commissaire européen et candidat du SMER-SD Maroš Šefčovič avec 58,38 % des voix au second tour. Le président sortant n'était quant à lui pas candidat à sa réélection. 
Čaputová devient ainsi la première présidente de la République slovaque après une campagne axée sur la lutte contre la corruption, l'écologie et la défense des droits LGBT et de l'accès à l'avortement ,.

## Mode de scrutin

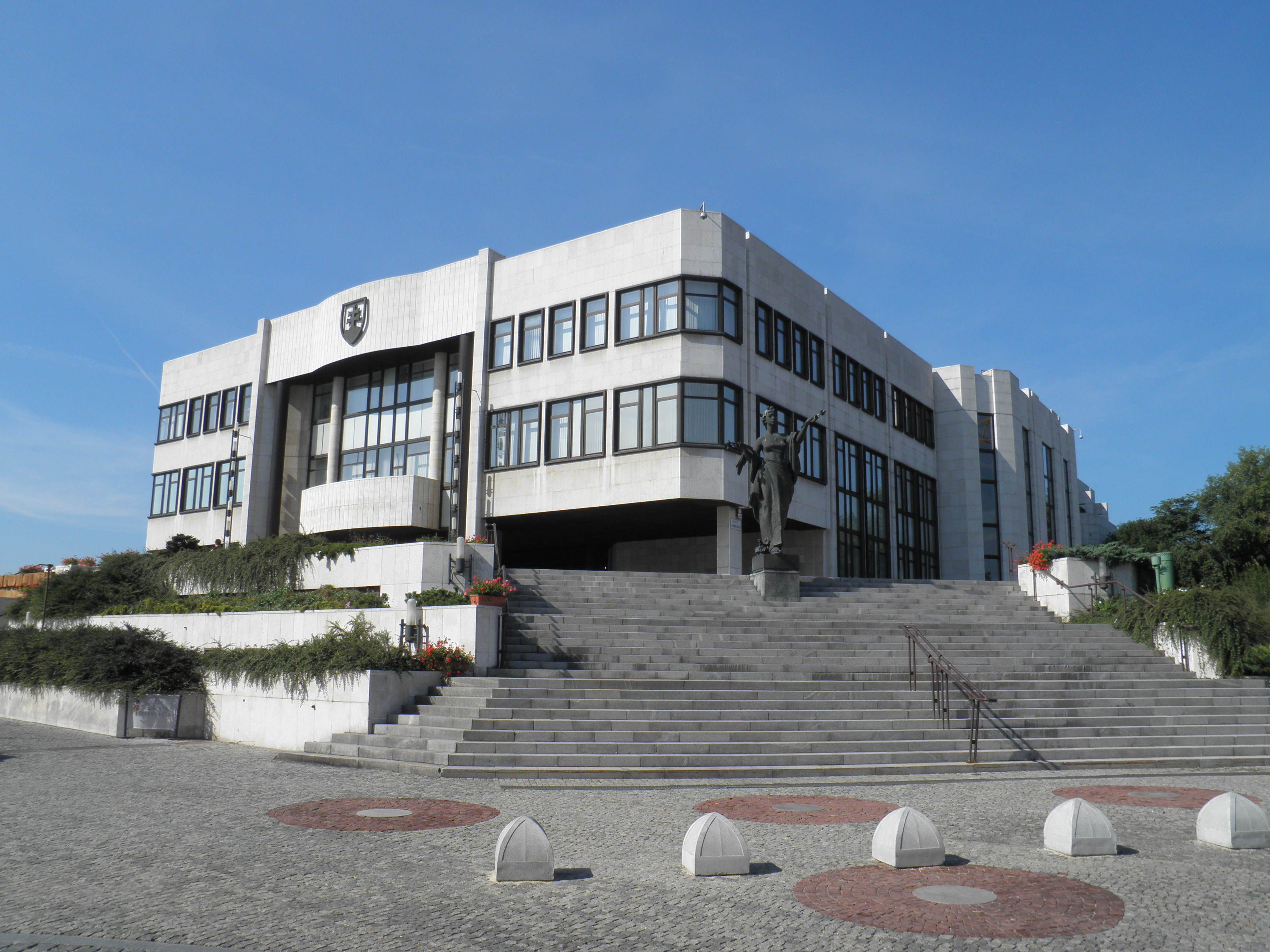
Le bâtiment du Parlement à Bratislava.

La Slovaquie est dotée d'un parlement unicaméral appelé Conseil national de la République qui se compose de 150 sièges pourvus pour des mandats de quatre ans au scrutin proportionnel plurinominal avec listes ouvertes et seuil électoral de 5 % dans une unique circonscription nationale. Le seuil passe à 7 % pour une coalition de moins de quatre partis et à 10 % au-delà. Les électeurs ont la possibilité d'effectuer jusqu'à quatre votes préférentiels pour des candidats de la liste choisie afin de faire monter leurs places dans celle-ci. Une fois le décompte de suffrages effectué, les sièges sont répartis entre tous les partis ou coalitions ayant franchi le seuil électoral selon la méthode dite « Hagenbach-Bischoff », et les sièges restants au plus fort reste,.
Les électeurs peuvent recourir au vote postal s'ils en font la demande, y compris ceux résidant à l'étranger. Si le droit de vote s'obtient à 18 ans, les candidats à la députation doivent être âgés d'au moins vingt et un ans, résider de manière permanente dans le pays et s'acquitter d'une caution de 17 000 euros qui ne leur sont reversés que si le parti dont ils sont candidats obtient au moins 2 % des suffrages exprimés.

## Sondages

Diagramme de sondage pour les élections législatives slovaques de 2020

## Principales forces en présence
| Parti | Parti | Idéologie                                                                                | Chef de file                                 | Résultats en 2016          |
| ----- | --- | ---------------------------------------------------------------------------------------- | -------------------------------------------- | -------------------------- |
|       | SMER – social-démocratie SMER – sociálna demokracia (SMER-SD)                                                    | Centre gauche Social-démocratie, nationalisme de gauche                                  | Peter Pellegrini (Président du gouvernement) | 28,3 % des voix 49 sièges  |
|       | Liberté et solidarité Sloboda a Solidarita (SaS)                                                                 | Centre droit Libéralisme, euroscepticisme                                                | Richard Sulík                                | 12,10 % des voix 21 sièges |
|       | Les Gens ordinaires et personnalités indépendantes-NOVA Obyčajní Ľudia a nezávislé osobnosti- Nova (OĽaNO-NOVA)  | Centre droit Conservatisme, démocratie chrétienne                                        | Igor Matovič                                 | 11,03% des voix 19 sièges  |
|       | Parti national slovaque Slovenská národná strana (SNS)                                                           | Droite à extrême droite National-conservatisme, nationalisme économique                  | Andrej Danko                                 | 8,64 % des voix 15 sièges  |
|       | Parti populaire « Notre Slovaquie » Ľudová strana Naše Slovensko (ĽSNS)                                          | Extrême droite Néofascisme, autoritarisme                                                | Marian Kotleba                               | 8,04 % des voix 14 sièges  |
|       | Nous sommes une famille Sme Rodina                                                                               | Droite à extrême droite Nationalisme, national-conservatisme, opposition à l'immigration | Boris Kollár                                 | 6,63 % des voix 11 sièges  |
|       | Most-Híd (Pont, en slovaque et hongrois)                                                                         | Centre à centre droit Défense de la minorité hongroise, libéral-conservatisme            | Béla Bugár                                   | 6,50 % des voix 11 sièges  |
|       | Mouvement chrétien-démocrate Kresťanskodemokratické hnutie (KDH)                                                 | Centre droit Démocratie chrétienne, conservatisme social                                 | Ján Figeľ                                    | 4,94 % des voix 0 siège    |
|       | Fraternité communautaire hongroise Magyar Közösségi Összefogás - Maďarská komunitná spolupatričnosť (MKÖ-MKS)    | Centre droit Défense de la minorité hongroise, libéral-conservatisme                     | József Berényi                               | 4,05 % des voix 0 siège    |
|       | Slovaquie progressiste-Ensemble-Démocratie civique Progresívne Slovensko-SPOLU - občianska demokracia (PS-SPOLU) | Centre à centre gauche Social-libéralisme, progressisme, écologie politique, europhilie  | Michal Truban                                | Nouveau                    |
|       | Pour le peuple Za ľudí                                                                                           | Centre à centre droit Centrisme, europhilie                                              | Andrej Kiska                                 | Nouveau                    |

## Résultats
|                           |                                                                      |           |       |       |        |               |  |  |
| Parti                     | Parti                                                                | Voix      | %     | +/-   | Sièges | +/-           |  |  |
|                           | Les Gens ordinaires et personnalités indépendantes-NOVA (OĽaNO-NOVA) | 721 166   | 25,02 | 13,99 | 53     | 34            |  |  |
|                           | SMER – social-démocratie (SMER-SD)                                   | 527 172   | 18,29 | 9,99  | 38     | 11            |  |  |
|                           | Nous sommes une famille (Sme Rodina)                                 | 237 531   | 8,24  | 1,61  | 17     | 6             |  |  |
|                           | Parti populaire « Notre Slovaquie » (ĽSNS)                           | 229 660   | 7,97  | 0,07  | 17     | 3             |  |  |
|                           | Slovaquie progressiste–Ensemble-Démocratie civique (PS-SPOLU)        | 200 780   | 6,96  | Nv.   | 0      | en stagnation |  |  |
|                           | Liberté et solidarité (SaS)                                          | 179 246   | 6,22  | 5,88  | 13     | 8             |  |  |
|                           | Pour le peuple (ZL)                                                  | 166 325   | 5,77  | Nv.   | 12     | 12            |  |  |
|                           | Mouvement chrétien-démocrate (KDH)                                   | 134 099   | 4,65  | 0,29  | 0      | en stagnation |  |  |
|                           | Fraternité communautaire hongroise (MKÖ-MKS)                         | 112 662   | 3,90  | 0,15  | 0      | en stagnation |  |  |
|                           | Parti national slovaque (SNS)                                        | 91 171    | 3,16  | 5,68  | 0      | 15            |  |  |
|                           | Bon choix (DV)                                                       | 88 220    | 3,06  | Nv.   | 0      | en stagnation |  |  |
|                           | Patrie (VLASŤ)                                                       | 84 507    | 2,93  | Nv.   | 0      | en stagnation |  |  |
|                           | Most-Híd                                                             | 59 174    | 2,05  | 4,45  | 0      | 11            |  |  |
|                           | Socialisti.sk                                                        | 15 925    | 0,55  | Nv.   | 0      | en stagnation |  |  |
|                           | On en a assez ! (MTD)                                                | 9 260     | 0,32  | Nv.   | 0      | en stagnation |  |  |
|                           | Parti populaire slovaque                                             | 8 191     | 0,28  | Nv.   | 0      | en stagnation |  |  |
|                           | Autres partis                                                        | 16 422    | 0,57  | –     | 0      | en stagnation |  |  |
|                           |                                                                      |           |       |       |        |               |  |  |
| Suffrages exprimés        | Suffrages exprimés                                                   | 2 881 511 | 98,79 |       |        |               |  |  |
| Votes blancs et invalides | Votes blancs et invalides                                            | 35 329    | 1,21  |       |        |               |  |  |
| Total                     | Total                                                                | 2 916 840 | 100   | –     | 150    | en stagnation |  |  |
| Abstentions               | Abstentions                                                          | 1 515 579 | 34,20 |       |        |               |  |  |
| Inscrits / participation  | Inscrits / participation                                             | 4 432 419 | 65,80 |       |        |               |  |  |

## Suites

Parti arrivé en tête par district électoral.

La participation, en hausse, est la plus forte enregistrée depuis 2002. Les élections voient la victoire du parti conservateur anti-corruption Les Gens ordinaires et personnalités indépendantes (OĽaNO), qui arrive largement en tête avec un quart des suffrages, doublant son résultat des élections précédentes. L'arrivée à la tête d'un gouvernement de coalition de son dirigeant Igor Matovič est par conséquent jugée probable à l'issue des négociations devant s'ouvrir dès le lendemain, avant un entretien avec la présidente de la République Zuzana Čaputová. Une alliance avec le parti de droite Nous sommes une famille et celui libéral Liberté et solidarité (SaS) est notamment évoquée,.
Le parti SMER – social-démocratie (SMER-SD) du président du gouvernement Peter Pellegrini enregistre quant à lui un net recul, qui amène ce dernier à reconnaître sa défaite le soir du scrutin avant d’adresser ses félicitations à Matovič, ouvrant la porte à une possible coalition, tout en jugeant que le « bon marketing » ayant selon lui permis à OĽaNO de l'emporter n'est « pas suffisant pour gouverner ». Matovič, qui attribue sa victoire à l'élan populaire ayant suivi l’assassinat de Ján Kuciak en « réveillant le dragon endormi », coupe cependant court à cette perspective en annonçant refuser de « négocier avec la mafia »,.
La coalition Slovaquie progressiste-Ensemble-Démocratie civique (PS-SPOLU) échoue de très peu — à peine mille voix — à atteindre le seuil électoral de 7 % pour les coalitions de moins de quatre partis, ce qui la prive de représentation parlementaire. Les présidents du KDH Alojz Hlina, du SNS Andrej Danko et de Most-Híd Béla Bugár démissionnent après l'échec de leurs formations à obtenir ou conserver leur représentation parlementaire. Ils sont imités par les dirigeants de PS et SPOLU. L'échec de Most-Híd entraîne une absence de représentation au Conseil national de la minorité magyare pour la première fois depuis 25 ans. Au total, la part des électeurs ayant voté pour des partis non représentés au Parlement atteint 28 % du total des votants, un record dans l'histoire du pays.

### Formation du gouvernement
Le 4 mars, la présidente Čaputová confie officiellement à Matovič la tache de former un nouveau gouvernement. Neuf jours plus tard, Matovič annonce la conclusion d'un accord entre son parti et Nous sommes une famille, Liberté et solidarité et Pour le peuple,. Ce délai record de 13 jours entre la tenue des élections et la formation de la majorité parlementaire est selon Matovic le résultat des contraintes posées par la pandémie de Covid-19.
La liste des 15 ministres du nouveau cabinet est dévoilée le 18 mars, trois jours avant son assermentation par la présidente de la République.